# Stor-Gubbträsket
Stor-Gubbträsket är en sjö i Storumans kommun i Lappland och ingår i Umeälvens huvudavrinningsområde. Sjön har en area på 3,07 kvadratkilometer och ligger 362 meter över havet. Sjön avvattnas av vattendraget Lombäcken.

## Delavrinningsområde
Stor-Gubbträsket ingår i det delavrinningsområde (723074-158305) som SMHI kallar för Utloppet av Stor-Gubbträsket. Medelhöjden är 386 meter över havet och ytan är 17,72 kvadratkilometer. Det finns ett avrinningsområde uppströms, och räknas det in blir den ackumulerade arean 72,51 kvadratkilometer. Lombäcken som avvattnar avrinningsområdet har biflödesordning 3, vilket innebär att vattnet flödar genom totalt 3 vattendrag innan det når havet efter 266 kilometer. Avrinningsområdet består mestadels av skog (66 procent). Avrinningsområdet har 3,06 kvadratkilometer vattenytor vilket ger det en sjöprocent på 17,2 procent.